# 水分峡
水分峡（みくまりきょう）は広島県安芸郡府中町にある渓谷。北側の別峯は岩屋の観音といわれる。ここを水源として府中川が流れ下る。

## 概要
付近は水分峡森林公園として整備されている。

## 原爆写真の撮影
1945年8月6日の原爆投下でのきのこ雲を最も早い時点で記録した写真は、当時中学生で、たまたま水分峡にハイキングに来ていた山田精三（のち中国新聞社記者）によって撮影され、翌1946年に松重美人の手によって現像され、世に出た。